# Лінкольнвуд (Іллінойс)
Лінкольнвуд (англ. Lincolnwood) — селище (англ. village) в США, в окрузі Кук штату Іллінойс. Населення — 13 463 особи (2020).

## Географія
Лінкольнвуд розташований за координатами 42°0′20″ пн. ш. 87°43′59″ зх. д. / 42.00556° пн. ш. 87.73306° зх. д. (42.005429, -87.732959).  За даними Бюро перепису населення США в 2010 році селище мало площу 6,97 км², уся площа — суходіл.

## Демографія
Згідно з переписом 2010 року, у селищі мешкало 12 590 осіб у 4341 домогосподарстві у складі 3326 родин. Густота населення становила 1806 осіб/км².  Було 4640 помешкань (666/км²).
Расовий склад населення:
| - 66,9 % — білих - 26,7 % — азіатів - 1,1 % — чорних або афроамериканців - 0,1 % — корінних американців - 2,3 % — осіб інших рас |

До двох чи більше рас належало 2,9 %. Частка іспаномовних становила 6,8 % від усіх жителів.
За віковим діапазоном населення розподілялося таким чином: 22,0 % — особи молодші 18 років, 55,8 % — особи у віці 18—64 років, 22,2 % — особи у віці 65 років та старші. Медіана віку мешканця становила 45,6 року. На 100 осіб жіночої статі у селищі припадало 91,9 чоловіків;  на 100 жінок у віці від 18 років та старших — 87,1 чоловіків також старших 18 років.
Середній дохід на одне домашнє господарство  становив 120 419 доларів США (медіана — 94 329), а середній дохід на одну сім'ю — 133 567 доларів (медіана — 106 481). Медіана доходів становила 75 425 доларів для чоловіків та 51 601 долар для жінок. За межею бідності перебувало 6,0 % осіб, у тому числі 8,1 % дітей у віці до 18 років та 5,8 % осіб у віці 65 років та старших.
Цивільне працевлаштоване населення становило 5821 осіб. Основні галузі зайнятості: освіта, охорона здоров'я та соціальна допомога — 29,8 %, фінанси, страхування та нерухомість — 11,8 %, роздрібна торгівля — 11,6 %.